# Índice de educação
| 0,950 ou mais 0,910–0,949 0,860–0,909 0,800–0,859 0,750–0,799 | 0,700–0,749 0,650–0,699 0,600–0,649 0,550–0,599 0,500–0,549 | 0,450–0,499 0,400–0,449 0,350–0,399 0,300-0,349 não disponível |

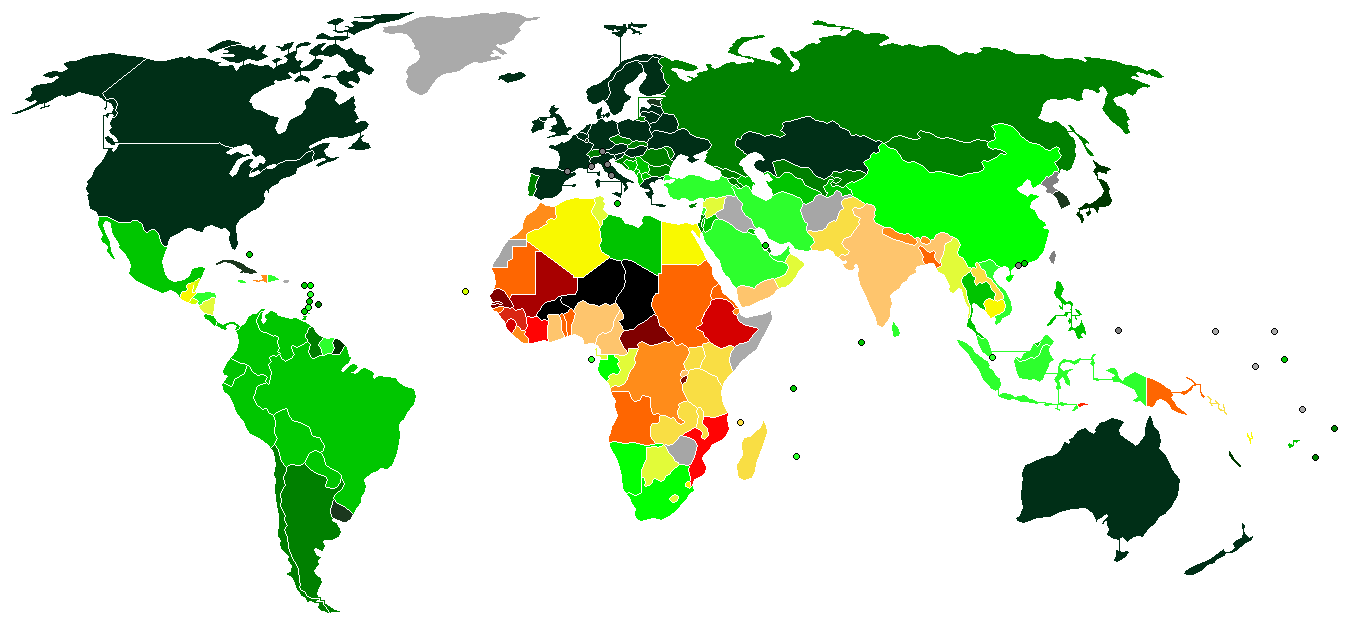
Mapa do mundo indicando Índice de Educação:

A ONU publica um Índice de Desenvolvimento Humano de cada ano, que consiste no índice de educação, índice do PIB e Índice de Esperança de Vida. Estes três componentes medem o nível de escolaridade, o PIB per capita e expectativa de vida, respectivamente.
O índice de educação é medida pela taxa de alfabetização de adultos (com ponderação de dois-terços) e a taxa de escolarização combinada do primário, secundário e terciário bruto (com uma ponderação terceiro). A taxa de alfabetização de adultos dá uma indicação da capacidade de ler e escrever, enquanto a RGE dá uma indicação do nível de educação da creche ao ensino de pós-graduação.
Educação é um componente importante do bem-estar e é usado na medida de desenvolvimento econômico e qualidade de vida, que é um fator fundamental para determinar se é um país desenvolvido, em desenvolvimento ou subdesenvolvido.

## Classificações
A partir de março de 2015, os últimos dados foram publicados como parte do Relatório de Desenvolvimento Humano de 2014, que pode ser baixado diretamente no website do PNUD.
A tabela abaixo exibe a lista dos dados desde 1980. O valor máximo da pontuação é 1, que corresponde à educação perfeita a ser alcançada. Todos os países considerados desenvolvidos (com base no seu IDH, ver lista de países por IDH) apresentam também uma pontuação alta no índice de educação.
| País                            | Índice de Educação | Índice de Educação | Índice de Educação | Índice de Educação | Índice de Educação | Índice de Educação | Índice de Educação | Índice de Educação | Índice de Educação | Índice de Educação | Índice de Educação | Índice de Educação | Índice de Educação | Índice de Educação |
| País                            | 1980               | 1985               | 1990               | 1995               | 2000               | 2005               | 2006               | 2007               | 2008               | 2009               | 2010               | 2011               | 2012               | 2013               |
| ------------------------------- | ------------------ | ------------------ | ------------------ | ------------------ | ------------------ | ------------------ | ------------------ | ------------------ | ------------------ | ------------------ | ------------------ | ------------------ | ------------------ | ------------------ |
| Afeganistão                     | 0.076              | 0.103              | 0.121              | 0.175              | 0.226              | 0.297              | 0.309              | 0.321              | 0.332              | 0.344              | 0.357              | 0.365              | 0.365              | 0.365              |
| Albânia                         | 0.541              | 0.528              | 0.537              | 0.529              | 0.565              | 0.595              | 0.596              | 0.598              | 0.600              | 0.601              | 0.602              | 0.609              | 0.609              | 0.609              |
| Alemanha                        | 0.590              | 0.600              | 0.646              | 0.739              | 0.787              | 0.858              | 0.872              | 0.875              | 0.877              | 0.879              | 0.879              | 0.884              | 0.884              | 0.884              |
| Andorra                         |                    |                    |                    |                    |                    |                    |                    |                    |                    |                    | 0.670              | 0.670              | 0.670              | 0.670              |
| Angola                          |                    |                    |                    |                    | 0.299              | 0.365              | 0.380              | 0.395              | 0.410              | 0.426              | 0.441              | 0.474              | 0.474              | 0.474              |
| Antígua e Barbuda               |                    |                    |                    |                    |                    |                    |                    |                    |                    |                    | 0.687              | 0.681              | 0.681              | 0.681              |
| Argélia                         | 0.321              | 0.347              | 0.382              | 0.424              | 0.493              | 0.563              | 0.570              | 0.581              | 0.598              | 0.615              | 0.631              | 0.643              | 0.643              | 0.643              |
| Argentina                       | 0.538              | 0.598              | 0.627              | 0.648              | 0.711              | 0.726              | 0.730              | 0.729              | 0.732              | 0.756              | 0.783              | 0.783              | 0.783              | 0.783              |
| Arménia                         |                    |                    | 0.633              | 0.631              | 0.668              | 0.671              | 0.685              | 0.701              | 0.690              | 0.701              | 0.701              | 0.701              | 0.701              | 0.701              |
| Austrália                       | 0.870              | 0.870              | 0.874              | 0.894              | 0.895              | 0.902              | 0.905              | 0.907              | 0.913              | 0.916              | 0.919              | 0.922              | 0.927              | 0.927              |
| Áustria                         | 0.592              | 0.614              | 0.661              | 0.699              | 0.730              | 0.747              | 0.756              | 0.759              | 0.771              | 0.780              | 0.794              | 0.794              | 0.794              | 0.794              |
| Azerbaijão                      |                    |                    |                    |                    | 0.638              | 0.667              | 0.673              | 0.679              | 0.679              | 0.687              | 0.697              | 0.700              | 0.700              | 0.700              |
| Bahamas                         |                    |                    |                    |                    | 0.668              | 0.708              | 0.708              | 0.714              | 0.714              | 0.714              | 0.714              | 0.714              | 0.714              | 0.714              |
| Bahrein                         | 0.425              | 0.535              | 0.574              | 0.619              | 0.656              | 0.711              | 0.703              | 0.706              | 0.708              | 0.711              | 0.714              | 0.714              | 0.714              | 0.714              |
| Bangladesh                      | 0.202              | 0.219              | 0.251              | 0.292              | 0.330              | 0.381              | 0.388              | 0.395              | 0.397              | 0.415              | 0.433              | 0.447              | 0.447              | 0.447              |
| Barbados                        | 0.549              | 0.612              | 0.628              | 0.662              | 0.684              | 0.714              | 0.720              | 0.725              | 0.736              | 0.747              | 0.743              | 0.740              | 0.740              | 0.740              |
| Bielorrússia                    |                    |                    |                    |                    |                    | 0.717              | 0.738              | 0.759              | 0.779              | 0.812              | 0.812              | 0.817              | 0.820              | 0.820              |
| Bélgica                         | 0.626              | 0.655              | 0.705              | 0.804              | 0.835              | 0.792              | 0.794              | 0.796              | 0.797              | 0.802              | 0.807              | 0.812              | 0.812              | 0.812              |
| Belize                          | 0.538              | 0.548              | 0.563              | 0.578              | 0.603              | 0.660              | 0.676              | 0.678              | 0.679              | 0.676              | 0.675              | 0.678              | 0.689              | 0.689              |
| Benim                           | 0.144              | 0.186              | 0.201              | 0.235              | 0.269              | 0.339              | 0.352              | 0.364              | 0.377              | 0.390              | 0.403              | 0.414              | 0.414              | 0.414              |
| Butão                           |                    |                    |                    |                    |                    |                    |                    |                    |                    |                    | 0.410              | 0.421              | 0.421              | 0.421              |
| Bolívia                         | 0.411              | 0.466              | 0.528              | 0.577              | 0.620              | 0.654              | 0.655              | 0.656              | 0.662              | 0.668              | 0.674              | 0.674              | 0.674              | 0.674              |
| Bósnia e Herzegovina            |                    |                    |                    |                    |                    | 0.653              | 0.651              | 0.648              | 0.652              | 0.649              | 0.650              | 0.655              | 0.655              | 0.655              |
| Botswana                        | 0.282              | 0.363              | 0.459              | 0.516              | 0.576              | 0.607              | 0.603              | 0.607              | 0.611              | 0.615              | 0.619              | 0.619              | 0.619              | 0.619              |
| Brasil                          | 0.362              | 0.415              | 0.463              | 0.524              | 0.581              | 0.614              | 0.627              | 0.639              | 0.657              | 0.658              | 0.662              | 0.661              | 0.661              | 0.661              |
| Brunei                          | 0.519              | 0.541              | 0.589              | 0.626              | 0.646              | 0.672              | 0.682              | 0.681              | 0.677              | 0.682              | 0.678              | 0.681              | 0.692              | 0.692              |
| Bulgária                        | 0.579              | 0.610              | 0.632              | 0.646              | 0.676              | 0.710              | 0.713              | 0.725              | 0.728              | 0.735              | 0.747              | 0.749              | 0.749              | 0.749              |
| Burquina Fasso                  |                    |                    |                    |                    |                    | 0.172              | 0.178              | 0.192              | 0.206              | 0.217              | 0.228              | 0.242              | 0.250              | 0.250              |
| Burundi                         | 0.086              | 0.135              | 0.170              | 0.182              | 0.187              | 0.242              | 0.281              | 0.303              | 0.327              | 0.351              | 0.370              | 0.370              | 0.370              | 0.370              |
| Camboja                         | 0.353              | 0.358              | 0.363              | 0.372              | 0.400              | 0.478              | 0.485              | 0.491              | 0.494              | 0.495              | 0.495              | 0.495              | 0.495              | 0.495              |
| Camarões                        | 0.265              | 0.300              | 0.336              | 0.344              | 0.357              | 0.408              | 0.406              | 0.429              | 0.446              | 0.463              | 0.480              | 0.486              | 0.486              | 0.486              |
| Canadá                          | 0.749              | 0.763              | 0.809              | 0.826              | 0.808              | 0.853              | 0.853              | 0.852              | 0.851              | 0.851              | 0.850              | 0.850              | 0.850              | 0.850              |
| Cabo Verde                      |                    |                    |                    |                    | 0.442              | 0.442              | 0.461              | 0.458              | 0.464              | 0.467              | 0.472              | 0.483              | 0.483              | 0.483              |
| República Centro-Africana       | 0.176              | 0.208              | 0.213              | 0.211              | 0.248              | 0.280              | 0.286              | 0.291              | 0.296              | 0.302              | 0.311              | 0.318              | 0.318              | 0.318              |
| Chade                           |                    |                    |                    |                    | 0.186              | 0.203              | 0.210              | 0.218              | 0.225              | 0.236              | 0.236              | 0.256              | 0.256              | 0.256              |
| Chile                           | 0.528              | 0.576              | 0.625              | 0.615              | 0.650              | 0.707              | 0.705              | 0.717              | 0.740              | 0.737              | 0.740              | 0.746              | 0.746              | 0.746              |
| China                           | 0.358              | 0.366              | 0.406              | 0.436              | 0.478              | 0.531              | 0.544              | 0.561              | 0.575              | 0.590              | 0.599              | 0.610              | 0.610              | 0.610              |
| Colômbia                        | 0.387              | 0.406              | 0.439              | 0.489              | 0.536              | 0.574              | 0.580              | 0.591              | 0.603              | 0.609              | 0.611              | 0.613              | 0.602              | 0.602              |
| Comores                         |                    |                    |                    |                    |                    | 0.402              | 0.409              | 0.416              | 0.423              | 0.430              | 0.437              | 0.443              | 0.450              | 0.450              |
| Congo                           | 0.440              | 0.464              | 0.456              | 0.445              | 0.410              | 0.459              | 0.467              | 0.475              | 0.483              | 0.491              | 0.499              | 0.505              | 0.511              | 0.511              |
| República Democrática do Congo  | 0.241              | 0.249              | 0.253              | 0.272              | 0.297              | 0.316              | 0.320              | 0.323              | 0.346              | 0.349              | 0.355              | 0.361              | 0.372              | 0.372              |
| Costa Rica                      | 0.445              | 0.464              | 0.503              | 0.546              | 0.584              | 0.594              | 0.602              | 0.611              | 0.627              | 0.637              | 0.640              | 0.652              | 0.654              | 0.654              |
| Costa do Marfim                 | 0.204              | 0.217              | 0.232              | 0.261              | 0.302              | 0.343              | 0.351              | 0.359              | 0.368              | 0.376              | 0.384              | 0.389              | 0.389              | 0.389              |
| Croácia                         |                    |                    | 0.497              | 0.553              | 0.656              | 0.708              | 0.719              | 0.729              | 0.737              | 0.744              | 0.760              | 0.770              | 0.770              | 0.770              |
| Cuba                            | 0.553              | 0.586              | 0.625              | 0.620              | 0.660              | 0.735              | 0.771              | 0.803              | 0.819              | 0.819              | 0.790              | 0.768              | 0.743              | 0.743              |
| Chipre                          | 0.465              | 0.513              | 0.546              | 0.655              | 0.676              | 0.731              | 0.740              | 0.751              | 0.765              | 0.778              | 0.765              | 0.771              | 0.776              | 0.776              |
| Chéquia                         |                    | 0.689              | 0.693              | 0.726              | 0.783              | 0.850              | 0.848              | 0.854              | 0.851              | 0.860              | 0.863              | 0.866              | 0.866              | 0.866              |
| Dinamarca                       | 0.672              | 0.704              | 0.711              | 0.751              | 0.804              | 0.864              | 0.863              | 0.865              | 0.867              | 0.868              | 0.873              | 0.873              | 0.873              | 0.873              |
| Djibouti                        |                    |                    |                    |                    |                    | 0.248              | 0.253              | 0.267              | 0.278              | 0.284              | 0.295              | 0.306              | 0.306              | 0.306              |
| Domínica                        |                    |                    |                    |                    | 0.617              | 0.617              | 0.617              | 0.617              | 0.607              | 0.607              | 0.607              | 0.607              | 0.607              | 0.607              |
| República Dominicana            | 0.393              | 0.452              | 0.481              | 0.510              | 0.540              | 0.576              | 0.579              | 0.582              | 0.583              | 0.583              | 0.584              | 0.587              | 0.590              | 0.590              |
| Equador                         | 0.507              | 0.550              | 0.555              | 0.546              | 0.547              | 0.583              | 0.585              | 0.587              | 0.589              | 0.592              | 0.594              | 0.594              | 0.594              | 0.594              |
| Egito                           | 0.279              | 0.349              | 0.386              | 0.434              | 0.486              | 0.525              | 0.534              | 0.544              | 0.553              | 0.562              | 0.573              | 0.573              | 0.573              | 0.573              |
| El Salvador                     | 0.317              | 0.340              | 0.367              | 0.413              | 0.469              | 0.528              | 0.531              | 0.530              | 0.531              | 0.537              | 0.541              | 0.548              | 0.553              | 0.553              |
| Guiné Equatorial                |                    |                    |                    |                    | 0.415              | 0.415              | 0.415              | 0.415              | 0.415              | 0.415              | 0.415              | 0.415              | 0.415              | 0.415              |
| Eritreia                        |                    |                    |                    |                    |                    |                    |                    |                    |                    |                    | 0.228              | 0.228              | 0.228              | 0.228              |
| Estónia                         |                    |                    | 0.674              | 0.705              | 0.808              | 0.855              | 0.853              | 0.854              | 0.852              | 0.852              | 0.859              | 0.859              | 0.859              | 0.859              |
| Etiópia                         |                    |                    |                    |                    | 0.169              | 0.233              | 0.252              | 0.281              | 0.301              | 0.305              | 0.300              | 0.314              | 0.317              | 0.317              |
| Fiji                            | 0.498              | 0.517              | 0.557              | 0.609              | 0.671              | 0.694              | 0.710              | 0.723              | 0.735              | 0.747              | 0.759              | 0.767              | 0.767              | 0.767              |
| Finlândia                       | 0.645              | 0.665              | 0.691              | 0.758              | 0.765              | 0.812              | 0.816              | 0.814              | 0.815              | 0.808              | 0.812              | 0.815              | 0.815              | 0.815              |
| França                          | 0.543              | 0.571              | 0.633              | 0.728              | 0.761              | 0.790              | 0.792              | 0.796              | 0.800              | 0.803              | 0.807              | 0.813              | 0.816              | 0.816              |
| Gabão                           | 0.380              | 0.434              | 0.474              | 0.510              | 0.545              | 0.571              | 0.575              | 0.578              | 0.582              | 0.586              | 0.589              | 0.589              | 0.589              | 0.589              |
| Gâmbia                          | 0.162              | 0.171              | 0.191              | 0.210              | 0.256              | 0.307              | 0.318              | 0.329              | 0.340              | 0.343              | 0.346              | 0.346              | 0.346              | 0.346              |
| Geórgia                         |                    |                    |                    |                    |                    | 0.754              | 0.751              | 0.768              | 0.759              | 0.770              | 0.770              | 0.770              | 0.770              | 0.770              |
| Gana                            | 0.327              | 0.358              | 0.503              | 0.411              | 0.433              | 0.460              | 0.477              | 0.496              | 0.516              | 0.522              | 0.535              | 0.544              | 0.553              | 0.553              |
| Grécia                          | 0.543              | 0.595              | 0.596              | 0.637              | 0.680              | 0.794              | 0.803              | 0.792              | 0.794              | 0.795              | 0.797              | 0.797              | 0.797              | 0.797              |
| Granada                         |                    |                    |                    |                    |                    |                    |                    |                    |                    |                    | 0.724              | 0.724              | 0.724              | 0.724              |
| Guatemala                       | 0.247              | 0.262              | 0.290              | 0.318              | 0.365              | 0.399              | 0.409              | 0.428              | 0.439              | 0.451              | 0.462              | 0.473              | 0.484              | 0.484              |
| Guiné                           |                    |                    |                    |                    |                    | 0.253              | 0.267              | 0.278              | 0.281              | 0.281              | 0.286              | 0.292              | 0.294              | 0.294              |
| Guiné-Bissau                    |                    |                    |                    |                    |                    | 0.314              | 0.325              | 0.325              | 0.325              | 0.325              | 0.325              | 0.325              | 0.325              | 0.325              |
| Guiana                          | 0.463              | 0.482              | 0.512              | 0.531              | 0.553              | 0.587              | 0.581              | 0.574              | 0.575              | 0.573              | 0.576              | 0.582              | 0.582              | 0.582              |
| Haiti                           | 0.189              | 0.253              | 0.285              | 0.307              | 0.331              | 0.355              | 0.359              | 0.363              | 0.367              | 0.371              | 0.374              | 0.374              | 0.374              | 0.374              |
| Honduras                        | 0.310              | 0.347              | 0.354              | 0.383              | 0.419              | 0.458              | 0.466              | 0.473              | 0.483              | 0.492              | 0.502              | 0.507              | 0.505              | 0.505              |
| Hong Kong                       | 0.530              | 0.589              | 0.626              | 0.639              | 0.648              | 0.683              | 0.690              | 0.713              | 0.748              | 0.758              | 0.759              | 0.762              | 0.767              | 0.767              |
| Hungria                         | 0.604              | 0.625              | 0.597              | 0.700              | 0.755              | 0.793              | 0.797              | 0.798              | 0.799              | 0.801              | 0.808              | 0.805              | 0.805              | 0.805              |
| Islândia                        | 0.598              | 0.639              | 0.673              | 0.732              | 0.786              | 0.829              | 0.833              | 0.836              | 0.840              | 0.843              | 0.847              | 0.847              | 0.847              | 0.847              |
| Índia                           | 0.240              | 0.282              | 0.311              | 0.339              | 0.355              | 0.409              | 0.420              | 0.430              | 0.442              | 0.445              | 0.456              | 0.473              | 0.473              | 0.473              |
| Indonésia                       | 0.345              | 0.392              | 0.393              | 0.424              | 0.521              | 0.559              | 0.564              | 0.565              | 0.567              | 0.588              | 0.594              | 0.603              | 0.603              | 0.603              |
| Irã                             | 0.309              | 0.333              | 0.382              | 0.477              | 0.526              | 0.554              | 0.570              | 0.587              | 0.606              | 0.617              | 0.625              | 0.639              | 0.683              | 0.683              |
| Iraque                          | 0.341              | 0.342              | 0.362              | 0.381              | 0.401              | 0.456              | 0.458              | 0.460              | 0.462              | 0.465              | 0.467              | 0.467              | 0.467              | 0.467              |
| Irlanda                         | 0.633              | 0.666              | 0.697              | 0.743              | 0.837              | 0.866              | 0.867              | 0.880              | 0.884              | 0.886              | 0.887              | 0.887              | 0.887              | 0.887              |
| Israel                          | 0.675              | 0.706              | 0.714              | 0.764              | 0.820              | 0.848              | 0.846              | 0.849              | 0.844              | 0.847              | 0.848              | 0.851              | 0.854              | 0.854              |
| Itália                          | 0.542              | 0.556              | 0.592              | 0.650              | 0.695              | 0.762              | 0.768              | 0.775              | 0.779              | 0.780              | 0.784              | 0.790              | 0.790              | 0.790              |
| Jamaica                         | 0.483              | 0.496              | 0.527              | 0.564              | 0.588              | 0.648              | 0.652              | 0.656              | 0.660              | 0.664              | 0.668              | 0.668              | 0.668              | 0.668              |
| Japão                           | 0.663              | 0.681              | 0.699              | 0.740              | 0.767              | 0.785              | 0.790              | 0.792              | 0.795              | 0.800              | 0.802              | 0.808              | 0.808              | 0.808              |
| Jordânia                        | 0.433              | 0.466              | 0.495              | 0.644              | 0.671              | 0.707              | 0.706              | 0.707              | 0.714              | 0.708              | 0.703              | 0.700              | 0.700              | 0.700              |
| Cazaquistão                     | 0.534              | 0.581              | 0.606              | 0.633              | 0.683              | 0.755              | 0.759              | 0.758              | 0.759              | 0.755              | 0.754              | 0.759              | 0.762              | 0.762              |
| Quénia                          | 0.348              | 0.369              | 0.392              | 0.414              | 0.431              | 0.467              | 0.472              | 0.491              | 0.502              | 0.512              | 0.515              | 0.515              | 0.515              | 0.515              |
| Kiribati                        |                    |                    |                    |                    |                    |                    |                    |                    |                    |                    | 0.602              | 0.602              | 0.602              | 0.602              |
| Coreia do Norte                 |                    |                    |                    |                    |                    |                    |                    |                    |                    |                    |                    |                    |                    |                    |
| Coreia do Sul                   | 0.565              | 0.638              | 0.679              | 0.743              | 0.797              | 0.837              | 0.843              | 0.848              | 0.854              | 0.856              | 0.862              | 0.865              | 0.865              | 0.865              |
| Kuwait                          | 0.454              | 0.514              | 0.471              | 0.524              | 0.637              | 0.609              | 0.610              | 0.612              | 0.619              | 0.626              | 0.633              | 0.639              | 0.646              | 0.646              |
| Quirguistão                     |                    |                    | 0.598              | 0.578              | 0.634              | 0.656              | 0.659              | 0.660              | 0.658              | 0.653              | 0.651              | 0.656              | 0.656              | 0.656              |
| Laos                            | 0.246              | 0.256              | 0.288              | 0.310              | 0.352              | 0.385              | 0.390              | 0.395              | 0.403              | 0.414              | 0.422              | 0.436              | 0.436              | 0.436              |
| Letónia                         | 0.580              | 0.605              | 0.601              | 0.622              | 0.709              | 0.796              | 0.804              | 0.814              | 0.824              | 0.823              | 0.822              | 0.813              | 0.813              | 0.813              |
| Líbano                          |                    |                    |                    |                    |                    | 0.633              | 0.622              | 0.625              | 0.625              | 0.628              | 0.628              | 0.633              | 0.631              | 0.631              |
| Lesoto                          | 0.352              | 0.395              | 0.414              | 0.429              | 0.449              | 0.474              | 0.477              | 0.483              | 0.489              | 0.495              | 0.500              | 0.502              | 0.504              | 0.504              |
| Libéria                         | 0.170              | 0.216              | 0.264              | 0.312              | 0.344              | 0.349              | 0.353              | 0.357              | 0.360              | 0.364              | 0.367              | 0.367              | 0.367              | 0.367              |
| Líbia                           | 0.421              | 0.459              | 0.516              | 0.571              | 0.625              | 0.660              | 0.667              | 0.675              | 0.683              | 0.690              | 0.698              | 0.698              | 0.698              | 0.698              |
| Liechtenstein                   |                    |                    |                    |                    |                    |                    |                    |                    |                    |                    | 0.750              | 0.762              | 0.762              | 0.762              |
| Lituânia                        |                    |                    | 0.662              | 0.668              | 0.767              | 0.850              | 0.856              | 0.864              | 0.872              | 0.882              | 0.883              | 0.877              | 0.877              | 0.877              |
| Luxemburgo                      | 0.551              | 0.584              | 0.598              | 0.641              | 0.734              | 0.743              | 0.744              | 0.746              | 0.748              | 0.755              | 0.762              | 0.762              | 0.762              | 0.762              |
| Madagascar                      |                    |                    |                    |                    | 0.398              | 0.422              | 0.431              | 0.433              | 0.442              | 0.456              | 0.457              | 0.457              | 0.458              | 0.458              |
| Malawi                          | 0.192              | 0.197              | 0.229              | 0.399              | 0.388              | 0.380              | 0.388              | 0.387              | 0.403              | 0.419              | 0.434              | 0.440              | 0.440              | 0.440              |
| Malásia                         | 0.398              | 0.458              | 0.487              | 0.536              | 0.602              | 0.651              | 0.655              | 0.659              | 0.663              | 0.667              | 0.671              | 0.671              | 0.671              | 0.671              |
| Maldivas                        |                    |                    |                    |                    | 0.484              | 0.520              | 0.525              | 0.531              | 0.537              | 0.542              | 0.548              | 0.548              | 0.548              | 0.548              |
| Mali                            | 0.079              | 0.073              | 0.085              | 0.118              | 0.177              | 0.239              | 0.251              | 0.263              | 0.276              | 0.286              | 0.294              | 0.301              | 0.305              | 0.305              |
| Malta                           | 0.580              | 0.584              | 0.585              | 0.587              | 0.616              | 0.684              | 0.682              | 0.679              | 0.688              | 0.705              | 0.722              | 0.722              | 0.733              | 0.733              |
| Ilhas Marshall                  |                    |                    |                    |                    |                    |                    |                    |                    |                    |                    |                    |                    |                    |                    |
| Mauritânia                      | 0.165              | 0.172              | 0.180              | 0.242              | 0.280              | 0.311              | 0.322              | 0.325              | 0.319              | 0.336              | 0.338              | 0.341              | 0.352              | 0.352              |
| Maurícia                        | 0.402              | 0.430              | 0.482              | 0.519              | 0.574              | 0.638              | 0.648              | 0.656              | 0.666              | 0.679              | 0.686              | 0.696              | 0.718              | 0.718              |
| México                          | 0.417              | 0.468              | 0.479              | 0.511              | 0.544              | 0.588              | 0.601              | 0.604              | 0.612              | 0.621              | 0.631              | 0.636              | 0.638              | 0.638              |
| Estados Federados da Micronésia |                    |                    |                    |                    |                    |                    |                    |                    |                    |                    | 0.611              | 0.611              | 0.611              | 0.611              |
| Moldávia                        |                    |                    | 0.600              | 0.591              | 0.618              | 0.646              | 0.654              | 0.654              | 0.657              | 0.654              | 0.653              | 0.656              | 0.653              | 0.653              |
| Mónaco                          |                    |                    |                    |                    |                    |                    |                    |                    |                    |                    |                    |                    |                    |                    |
| Mongólia                        | 0.477              | 0.505              | 0.537              | 0.472              | 0.532              | 0.627              | 0.636              | 0.649              | 0.661              | 0.674              | 0.683              | 0.688              | 0.694              | 0.694              |
| Montenegro                      |                    |                    |                    |                    |                    | 0.717              | 0.730              | 0.744              | 0.757              | 0.768              | 0.774              | 0.774              | 0.774              | 0.774              |
| Marrocos                        | 0.205              | 0.242              | 0.254              | 0.292              | 0.346              | 0.408              | 0.411              | 0.422              | 0.431              | 0.440              | 0.454              | 0.468              | 0.468              | 0.468              |
| Moçambique                      | 0.158              | 0.141              | 0.130              | 0.138              | 0.222              | 0.324              | 0.334              | 0.353              | 0.366              | 0.374              | 0.373              | 0.372              | 0.372              | 0.372              |
| Myanmar                         | 0.222              | 0.247              | 0.243              | 0.286              | 0.310              | 0.343              | 0.351              | 0.360              | 0.363              | 0.367              | 0.371              | 0.371              | 0.371              | 0.371              |
| Namíbia                         | 0.451              | 0.471              | 0.495              | 0.528              | 0.508              | 0.515              | 0.514              | 0.515              | 0.517              | 0.519              | 0.520              | 0.520              | 0.520              | 0.520              |
| Nauru                           |                    |                    |                    |                    |                    |                    |                    |                    |                    |                    |                    |                    |                    |                    |
| Nepal                           | 0.155              | 0.205              | 0.284              | 0.306              | 0.337              | 0.366              | 0.384              | 0.387              | 0.398              | 0.418              | 0.444              | 0.452              | 0.452              | 0.452              |
| Países Baixos                   | 0.667              | 0.686              | 0.744              | 0.811              | 0.824              | 0.844              | 0.850              | 0.860              | 0.860              | 0.859              | 0.866              | 0.892              | 0.894              | 0.894              |
| Nova Zelândia                   | 0.760              | 0.772              | 0.794              | 0.864              | 0.885              | 0.908              | 0.910              | 0.911              | 0.913              | 0.915              | 0.917              | 0.917              | 0.917              | 0.917              |
| Nicarágua                       | 0.327              | 0.325              | 0.343              | 0.387              | 0.425              | 0.463              | 0.467              | 0.471              | 0.476              | 0.480              | 0.484              | 0.484              | 0.484              | 0.484              |
| Níger                           | 0.060              | 0.070              | 0.084              | 0.098              | 0.118              | 0.149              | 0.152              | 0.159              | 0.165              | 0.172              | 0.184              | 0.192              | 0.198              | 0.198              |
| Nigéria                         |                    |                    |                    |                    |                    | 0.415              | 0.417              | 0.419              | 0.421              | 0.423              | 0.425              | 0.425              | 0.425              | 0.425              |
| Noruega                         | 0.666              | 0.699              | 0.750              | 0.805              | 0.870              | 0.910              | 0.912              | 0.909              | 0.903              | 0.902              | 0.907              | 0.910              | 0.910              | 0.910              |
| Omã                             |                    |                    |                    |                    |                    | 0.527              | 0.527              | 0.539              | 0.556              | 0.589              | 0.596              | 0.603              | 0.603              | 0.603              |
| Paquistão                       | 0.161              | 0.184              | 0.198              | 0.230              | 0.261              | 0.331              | 0.326              | 0.338              | 0.338              | 0.352              | 0.359              | 0.366              | 0.372              | 0.372              |
| Palau                           |                    |                    |                    |                    | 0.760              | 0.787              | 0.787              | 0.787              | 0.787              | 0.787              | 0.787              | 0.787              | 0.787              | 0.787              |
| Palestina                       |                    |                    |                    |                    |                    | 0.613              | 0.620              | 0.639              | 0.643              | 0.650              | 0.652              | 0.656              | 0.662              | 0.662              |
| Panamá                          | 0.505              | 0.524              | 0.536              | 0.576              | 0.623              | 0.653              | 0.656              | 0.655              | 0.658              | 0.658              | 0.663              | 0.657              | 0.657              | 0.657              |
| Papua-Nova Guiné                | 0.155              | 0.176              | 0.208              | 0.241              | 0.285              | 0.326              | 0.335              | 0.344              | 0.353              | 0.361              | 0.370              | 0.376              | 0.376              | 0.376              |
| Paraguai                        | 0.382              | 0.412              | 0.428              | 0.476              | 0.524              | 0.577              | 0.565              | 0.564              | 0.574              | 0.583              | 0.587              | 0.587              | 0.587              | 0.587              |
| Peru                            | 0.485              | 0.523              | 0.553              | 0.584              | 0.642              | 0.635              | 0.633              | 0.629              | 0.631              | 0.633              | 0.656              | 0.660              | 0.664              | 0.664              |
| Filipinas                       | 0.488              | 0.517              | 0.536              | 0.557              | 0.582              | 0.608              | 0.603              | 0.609              | 0.614              | 0.608              | 0.610              | 0.610              | 0.610              | 0.610              |
| Polónia                         | 0.591              | 0.628              | 0.667              | 0.720              | 0.780              | 0.795              | 0.797              | 0.799              | 0.801              | 0.808              | 0.817              | 0.823              | 0.825              | 0.825              |
| Portugal                        | 0.451              | 0.502              | 0.535              | 0.631              | 0.656              | 0.661              | 0.667              | 0.677              | 0.690              | 0.701              | 0.713              | 0.720              | 0.728              | 0.728              |
| Catar                           | 0.479              | 0.513              | 0.508              | 0.562              | 0.612              | 0.673              | 0.686              | 0.699              | 0.703              | 0.689              | 0.680              | 0.671              | 0.686              | 0.686              |
| Roménia                         | 0.597              | 0.618              | 0.637              | 0.624              | 0.654              | 0.709              | 0.717              | 0.732              | 0.748              | 0.754              | 0.747              | 0.748              | 0.748              | 0.748              |
| Rússia                          | 0.576              | 0.619              | 0.660              | 0.660              | 0.723              | 0.764              | 0.765              | 0.769              | 0.772              | 0.779              | 0.780              | 0.780              | 0.780              | 0.780              |
| Ruanda                          | 0.174              | 0.203              | 0.217              | 0.241              | 0.278              | 0.324              | 0.355              | 0.356              | 0.354              | 0.366              | 0.375              | 0.387              | 0.478              | 0.478              |
| São Cristóvão e Nevis           |                    |                    |                    |                    |                    |                    |                    |                    |                    | 0.638              | 0.638              | 0.638              | 0.638              | 0.638              |
| Santa Lúcia                     |                    |                    |                    |                    |                    |                    |                    |                    |                    | 0.637              | 0.626              | 0.631              | 0.631              | 0.631              |
| São Vicente e Granadinas        |                    |                    |                    |                    |                    |                    |                    |                    |                    | 0.657              | 0.657              | 0.657              | 0.657              | 0.657              |
| Samoa                           |                    |                    |                    |                    | 0.677              | 0.697              | 0.702              | 0.702              | 0.702              | 0.702              | 0.702              | 0.702              | 0.702              | 0.702              |
| San Marino                      |                    |                    |                    |                    |                    |                    |                    |                    |                    |                    |                    |                    |                    |                    |
| São Tomé e Príncipe             |                    |                    |                    |                    | 0.392              | 0.422              | 0.430              | 0.439              | 0.441              | 0.458              | 0.455              | 0.462              | 0.469              | 0.469              |
| Arábia Saudita                  | 0.304              | 0.363              | 0.427              | 0.482              | 0.565              | 0.617              | 0.624              | 0.630              | 0.641              | 0.660              | 0.688              | 0.707              | 0.721              | 0.723              |
| Senegal                         | 0.180              | 0.204              | 0.226              | 0.245              | 0.266              | 0.312              | 0.324              | 0.329              | 0.343              | 0.357              | 0.364              | 0.368              | 0.368              | 0.368              |
| Sérvia                          |                    |                    | 0.646              | 0.668              | 0.686              | 0.691              | 0.692              | 0.693              | 0.697              | 0.697              | 0.695              | 0.695              | 0.695              | 0.695              |
| Seicheles                       |                    |                    |                    |                    | 0.666              | 0.691              | 0.689              | 0.686              | 0.683              | 0.633              | 0.678              | 0.636              | 0.636              | 0.636              |
| Serra Leoa                      | 0.164              | 0.199              | 0.183              | 0.221              | 0.274              | 0.286              | 0.288              | 0.290              | 0.292              | 0.294              | 0.296              | 0.305              | 0.305              | 0.305              |
| Singapura                       |                    |                    | 0.545              | 0.580              | 0.606              | 0.667              | 0.684              | 0.698              | 0.714              | 0.715              | 0.759              | 0.759              | 0.759              | 0.768              |
| Eslováquia                      |                    |                    | 0.680              | 0.708              | 0.743              | 0.784              | 0.789              | 0.797              | 0.800              | 0.802              | 0.805              | 0.802              | 0.802              | 0.802              |
| Eslovénia                       |                    | 0.653              | 0.697              | 0.724              | 0.794              | 0.842              | 0.849              | 0.850              | 0.854              | 0.858              | 0.864              | 0.862              | 0.863              | 0.863              |
| Ilhas Salomão                   |                    |                    |                    |                    | 0.333              | 0.383              | 0.400              | 0.405              | 0.405              | 0.405              | 0.405              | 0.405              | 0.405              | 0.405              |
| Somália                         |                    |                    |                    |                    |                    |                    |                    |                    |                    |                    |                    |                    |                    |                    |
| África do Sul                   | 0.468              | 0.468              | 0.533              | 0.637              | 0.655              | 0.659              | 0.661              | 0.666              | 0.669              | 0.682              | 0.685              | 0.687              | 0.695              | 0.695              |
| Sudão do Sul                    |                    |                    |                    |                    |                    |                    |                    |                    |                    |                    |                    |                    |                    |                    |
| Espanha                         | 0.516              | 0.551              | 0.596              | 0.694              | 0.721              | 0.742              | 0.747              | 0.753              | 0.763              | 0.768              | 0.783              | 0.792              | 0.794              | 0.794              |
| Sri Lanka                       | 0.513              | 0.547              | 0.592              | 0.633              | 0.679              | 0.709              | 0.715              | 0.721              | 0.726              | 0.729              | 0.738              | 0.738              | 0.738              | 0.738              |
| Sudão                           | 0.133              | 0.143              | 0.159              | 0.175              | 0.206              | 0.261              | 0.272              | 0.283              | 0.293              | 0.304              | 0.306              | 0.306              | 0.306              | 0.306              |
| Suriname                        |                    |                    |                    |                    |                    | 0.588              | 0.588              | 0.588              | 0.588              | 0.588              | 0.588              | 0.588              | 0.588              | 0.588              |
| Eswatini                        | 0.355              | 0.395              | 0.426              | 0.448              | 0.459              | 0.494              | 0.514              | 0.523              | 0.531              | 0.539              | 0.547              | 0.551              | 0.551              | 0.551              |
| Suécia                          | 0.659              | 0.665              | 0.692              | 0.792              | 0.866              | 0.830              | 0.827              | 0.824              | 0.824              | 0.823              | 0.833              | 0.830              | 0.830              | 0.830              |
| Suíça                           | 0.678              | 0.675              | 0.695              | 0.726              | 0.804              | 0.822              | 0.827              | 0.828              | 0.830              | 0.834              | 0.841              | 0.844              | 0.844              | 0.844              |
| Síria                           | 0.347              | 0.399              | 0.422              | 0.420              | 0.451              | 0.534              |                    | 0.539              | 0.538              | 0.545              | 0.548              | 0.553              | 0.553              | 0.553              |
| Tajiquistão                     |                    |                    | 0.634              | 0.607              | 0.601              | 0.630              | 0.635              | 0.631              | 0.639              | 0.638              | 0.639              | 0.639              | 0.639              | 0.639              |
| Tanzânia                        | 0.288              | 0.269              | 0.273              | 0.286              | 0.325              | 0.369              | 0.379              | 0.389              | 0.399              | 0.401              | 0.403              | 0.426              | 0.426              | 0.426              |
| Tailândia                       | 0.343              | 0.377              | 0.386              | 0.433              | 0.516              | 0.569              | 0.559              | 0.582              | 0.589              | 0.601              | 0.608              | 0.608              | 0.608              | 0.608              |
| Macedónia do Norte              |                    |                    |                    |                    |                    | 0.597              | 0.603              | 0.609              | 0.636              | 0.639              | 0.642              | 0.642              | 0.642              | 0.642              |
| Timor-Leste                     |                    |                    |                    |                    | 0.362              | 0.379              | 0.399              | 0.419              | 0.439              | 0.459              | 0.472              | 0.472              | 0.472              | 0.472              |
| Togo                            | 0.316              | 0.279              | 0.311              | 0.355              | 0.407              | 0.446              | 0.460              | 0.449              | 0.466              | 0.483              | 0.501              | 0.514              | 0.514              | 0.514              |
| Tonga                           | 0.628              | 0.622              | 0.648              | 0.679              | 0.664              | 0.710              | 0.712              | 0.714              | 0.716              | 0.718              | 0.720              | 0.720              | 0.720              | 0.720              |
| Trindade e Tobago               | 0.533              | 0.545              | 0.558              | 0.575              | 0.607              | 0.684              | 0.689              | 0.695              | 0.700              | 0.700              | 0.700              | 0.700              | 0.700              | 0.700              |
| Tunísia                         | 0.298              | 0.362              | 0.403              | 0.460              | 0.525              | 0.580              | 0.588              | 0.597              | 0.605              | 0.610              | 0.619              | 0.621              | 0.621              | 0.621              |
| Turquia                         | 0.304              | 0.363              | 0.398              | 0.427              | 0.493              | 0.531              | 0.545              | 0.557              | 0.563              | 0.582              | 0.625              | 0.648              | 0.652              | 0.652              |
| Turquemenistão                  |                    |                    |                    |                    |                    |                    |                    |                    |                    |                    | 0.679              | 0.679              | 0.679              | 0.679              |
| Tuvalu                          |                    |                    |                    |                    |                    |                    |                    |                    |                    |                    |                    |                    |                    |                    |
| Uganda                          | 0.174              | 0.234              | 0.251              | 0.266              | 0.426              | 0.449              | 0.446              | 0.452              | 0.466              | 0.475              | 0.479              | 0.479              | 0.479              | 0.479              |
| Ucrânia                         | 0.581              | 0.614              | 0.646              | 0.679              | 0.705              | 0.765              | 0.772              | 0.776              | 0.779              | 0.783              | 0.784              | 0.790              | 0.796              | 0.796              |
| Emirados Árabes Unidos          | 0.358              | 0.416              | 0.471              | 0.543              | 0.604              | 0.649              | 0.654              | 0.659              | 0.664              | 0.669              | 0.673              | 0.673              | 0.673              | 0.673              |
| Reino Unido                     | 0.608              | 0.622              | 0.642              | 0.791              | 0.836              | 0.866              | 0.854              | 0.852              | 0.859              | 0.865              | 0.878              | 0.860              | 0.860              | 0.860              |
| Estados Unidos                  | 0.790              | 0.805              | 0.834              | 0.861              | 0.850              | 0.867              | 0.870              | 0.876              | 0.880              | 0.884              | 0.887              | 0.890              | 0.890              | 0.890              |
| Uruguai                         | 0.545              | 0.567              | 0.597              | 0.609              | 0.660              | 0.691              | 0.693              | 0.708              | 0.709              | 0.709              | 0.707              | 0.710              | 0.712              | 0.712              |
| Uzbequistão                     |                    |                    |                    |                    |                    | 0.654              | 0.654              | 0.654              | 0.651              | 0.651              | 0.651              | 0.651              | 0.651              | 0.651              |
| Vanuatu                         |                    |                    |                    |                    |                    |                    |                    |                    | 0.596              | 0.596              | 0.596              | 0.596              | 0.596              | 0.596              |
| Venezuela                       | 0.441              | 0.461              | 0.453              | 0.475              | 0.513              | 0.594              | 0.618              | 0.650              | 0.670              | 0.674              | 0.682              | 0.682              | 0.682              | 0.682              |
| Vietname                        | 0.381              | 0.376              | 0.349              | 0.387              | 0.434              | 0.470              | 0.478              | 0.486              | 0.494              | 0.502              | 0.509              | 0.513              | 0.513              | 0.513              |
| Iémen                           |                    |                    | 0.218              | 0.229              | 0.257              | 0.304              | 0.307              | 0.310              | 0.313              | 0.321              | 0.328              | 0.339              | 0.339              | 0.339              |
| Zâmbia                          | 0.319              | 0.362              | 0.375              | 0.457              | 0.488              | 0.538              | 0.546              | 0.554              | 0.561              | 0.569              | 0.577              | 0.584              | 0.591              | 0.591              |
| Zimbabwe                        | 0.288              | 0.450              | 0.423              | 0.457              | 0.471              | 0.483              | 0.487              | 0.490              | 0.493              | 0.497              | 0.500              | 0.500              | 0.500              | 0.500              |

## Índice de 2009
O último índice foi lançado em outubro de 2009. Esta atualização estatística abrange o período até 2007. 1 é a maior pontuação possível, teórico, indicando habilitações perfeitas. Todos os países considerados desenvolvidos possuem uma pontuação mínima de 0,8 ou acima, embora a grande maioria tenha uma pontuação de 0,9 ou acima. Para o ranking baseado no Índice de Desenvolvimento Humano, ver Lista de países por Índice de Desenvolvimento Humano.
A alteração no valor do último relatório é dada como segue:
- - Melhoria nos dados da educação de 2007 (publicados em 2009).
- - Dados da educação de 2007 permaneceram constantes aos anteriores.
- - Dados da educação de 2007 diminuíram em relação aos dados anteriores.

| Posição                            | Posição                  | País                                            | Educação                           | Educação                 |
| Dados de 2007 (publicados em 2009) | Mudança comparada a 2006 | País                                            | Dados de 2007 (publicados em 2009) | Mudança comparada a 2006 |
| ---------------------------------- | ------------------------ | ----------------------------------------------- | ---------------------------------- | ------------------------ |
| 1                                  | Estável                  | Austrália                                       | 0,993                              | Estável                  |
| 1                                  | Estável                  | Finlândia                                       | 0,993                              | Estável                  |
| 1                                  | Estável                  | Dinamarca                                       | 0,993                              | Estável                  |
| 1                                  | Estável                  | Nova Zelândia                                   | 0,993                              | Estável                  |
| 1                                  | (8)                      | Cuba                                            | 0,993                              | 0,017                    |
| 6                                  | (1)                      | Canadá                                          | 0,991                              | Estável                  |
| 7                                  | Estável                  | Noruega                                         | 0,989                              | Estável                  |
| 8                                  | (1)                      | Coreia do Sul                                   | 0,988                              | Estável                  |
| 9                                  | (1)                      | Irlanda                                         | 0,985                              | Estável                  |
| 10                                 | (1)                      | Países Baixos                                   | 0,985                              | Estável                  |
| 11                                 | (1)                      | Grécia                                          | 0,981                              | 0,001                    |
| 12                                 | (1)                      | Islândia                                        | 0,980                              | Estável                  |
| 13                                 | (1)                      | França                                          | 0,978                              | Estável                  |
| 14                                 | Estável                  | Luxemburgo                                      | 0,975                              | Estável                  |
| 15                                 | (2)                      | Espanha                                         | 0,975                              | 0,004                    |
| 16                                 | (20)                     | Barbados                                        | 0,975                              | 0,035                    |
| 17                                 | (1)                      | Suécia                                          | 0,974                              | Estável                  |
| 18                                 | (1)                      | Bélgica                                         | 0,974                              | Estável                  |
| 19                                 | (1)                      | Eslovênia                                       | 0,969                              | Estável                  |
| 20                                 | (1)                      | Estados Unidos                                  | 0,968                              | Estável                  |
| 21                                 | (1)                      | Lituânia                                        | 0,968                              | Estável                  |
| 22                                 | Estável                  | Itália                                          | 0,965                              | Estável                  |
| 23                                 | (2)                      | Cazaquistão                                     | 0,965                              | 0,001                    |
| 24                                 | (1)                      | Estónia                                         | 0,964                              | Estável                  |
| 25                                 | (1)                      | Áustria                                         | 0,962                              | Estável                  |
| 26                                 | (1)                      | Letônia                                         | 0,961                              | Estável                  |
| 27                                 | Estável                  | Bielorrússia                                    | 0,961                              | 0,003                    |
| 28                                 | (2)                      | Hungria                                         | 0,960                              | Estável                  |
| 29                                 | Estável                  | Ucrânia                                         | 0,960                              | 0,004                    |
| 30                                 | (2)                      | Reino Unido                                     | 0,957                              | Estável                  |
| 31                                 | (1)                      | Uruguai                                         | 0,955                              | Estável                  |
| 32                                 | (1)                      | Alemanha                                        | 0,954                              | Estável                  |
| 33                                 | (1)                      | Polónia                                         | 0,952                              | Estável                  |
| 34                                 | (1)                      | Japão                                           | 0,949                              | Estável                  |
| 35                                 | —                        | Liechtenstein                                   | 0,949                              | —                        |
| 36                                 | (2)                      | Israel                                          | 0,947                              | Estável                  |
| 37                                 | (2)                      | Argentina                                       | 0,946                              | Estável                  |
| 38                                 | (2)                      | Antígua e Barbuda                               | 0,945                              | Estável                  |
| 39                                 | (2)                      | Guiana                                          | 0,939                              | Estável                  |
| 40                                 | (2)                      | Chéquia                                         | 0,938                              | Estável                  |
| 41                                 | (2)                      | Suíça                                           | 0,936                              | Estável                  |
| 42                                 | (2)                      | Rússia                                          | 0,933                              | Estável                  |
| 43                                 | (2)                      | Bulgária                                        | 0,930                              | Estável                  |
| 44                                 | (1)                      | Portugal                                        | 0,929                              | 0,002                    |
| 45                                 | (3)                      | Eslováquia                                      | 0,928                              | Estável                  |
| 46                                 | (23)                     | Venezuela                                       | 0,921                              | 0,035                    |
| 47                                 | (3)                      | Tonga                                           | 0,920                              | Estável                  |
| 48                                 | (2)                      | Chile                                           | 0,919                              | 0,001                    |
| 49                                 | (4)                      | Quirguistão                                     | 0,918                              | 0,001                    |
| 50                                 | (3)                      | Croácia                                         | 0,916                              | 0,001                    |
| 51                                 | (3)                      | Roménia                                         | 0,915                              | 0,001                    |
| 52                                 | (40)                     | Singapura                                       | 0,913                              | 0,070                    |
| 53                                 | (4)                      | Mongólia                                        | 0,913                              | Estável                  |
| 54                                 | (4)                      | Chipre                                          | 0,910                              | 0,001                    |
| 55                                 | (1)                      | Armênia                                         | 0,909                              | Estável                  |
| 56                                 | (3)                      | Turquemenistão                                  | 0,906                              | 0,001                    |
| 57                                 | (4)                      | Samoa                                           | 0,905                              | Estável                  |
| 58                                 | (4)                      | Moldávia                                        | 0,899                              | 0,001                    |
| 59                                 | Estável                  | Líbia                                           | 0,898                              | 0,004                    |
| 60                                 | (4)                      | São Cristóvão e Neves                           | 0,896                              | Estável                  |
| 61                                 | (3)                      | Tajiquistão                                     | 0,896                              | Estável                  |
| 62                                 | (1)                      | Bahrein                                         | 0,893                              | 0,003                    |
| 63                                 | (9)                      | Bolívia                                         | 0,892                              | 0,007                    |
| 64                                 | (4)                      | Brunei                                          | 0,891                              | Estável                  |
| 65                                 | (4)                      | Montenegro                                      | 0,891                              | Estável                  |
| 66                                 | (4)                      | Sérvia                                          | 0,891                              | Estável                  |
| 67                                 | (2)                      | Brasil                                          | 0,891                              | Estável                  |
| 68                                 | (4)                      | Peru                                            | 0,891                              | 0,006                    |
| 69                                 | (12)                     | Santa Lúcia                                     | 0,889                              | Estável                  |
| 70                                 | —                        | Catar                                           | 0,888                              | —                        |
| 71                                 | (5)                      | Panamá                                          | 0,888                              | 0,001                    |
| 72                                 | (2)                      | Tailândia                                       | 0,888                              | 0,002                    |
| 73                                 | (6)                      | Filipinas                                       | 0,888                              | 0,001                    |
| 74                                 | (10)                     | Uzbequistão                                     | 0,888                              | 0,002                    |
| 75                                 | (5)                      | Malta                                           | 0,887                              | 0,007                    |
| 76                                 | (6)                      | México                                          | 0,886                              | 0,007                    |
| 77                                 | (9)                      | Seicheles                                       | 0,886                              | Estável                  |
| 78                                 | (10)                     | Albânia                                         | 0,886                              | Estável                  |
| 79                                 | (3)                      | Predefinição:Country data Palestinian Authority | 0,886                              | 0,002                    |
| 80                                 | (5)                      | Maldivas                                        | 0,885                              | 0,001                    |
| 81                                 | (7)                      | Granada                                         | 0,884                              | Estável                  |
| 82                                 | (5)                      | Costa Rica                                      | 0,883                              | 0,001                    |
| 83                                 | (3)                      | Colômbia                                        | 0,881                              | 0,005                    |
| 84                                 | (3)                      | Azerbaijão                                      | 0,881                              | Estável                  |
| 85                                 | (2)                      | Macedônia do Norte                              | 0,880                              | 0,001                    |
| 86                                 | (5)                      | Hong Kong                                       | 0,879                              | Estável                  |
| 87                                 | (3)                      | Bahamas                                         | 0,878                              | Estável                  |
| 88                                 | —                        | Andorra                                         | 0,878                              | —                        |
| 89                                 | (2)                      | Bósnia e Herzegovina                            | 0,874                              | Estável                  |
| 90                                 | (1)                      | Kuwait                                          | 0,872                              | 0,005                    |
| 91                                 | (2)                      | Paraguai                                        | 0,871                              | 0,006                    |

| Posição                            | Posição                  | País                           | Educação                           | Educação                 |
| Dados de 2007 (publicados em 2009) | Mudança comparada a 2006 | País                           | Dados de 2007 (publicados em 2009) | Mudança comparada a 2006 |
| ---------------------------------- | ------------------------ | ------------------------------ | ---------------------------------- | ------------------------ |
| 92                                 | (13)                     | Jordânia                       | 0,870                              | 0,010                    |
| 93                                 | (5)                      | Fiji                           | 0,868                              | Estável                  |
| 93                                 | (9)                      | Equador                        | 0,866                              | 0,011                    |
| 94                                 | (3)                      | Trinidad e Tobago              | 0,861                              | Estável                  |
| 95                                 | (1)                      | Líbano                         | 0,857                              | 0,012                    |
| 96                                 | (1)                      | Malásia                        | 0,851                              | 0,003                    |
| 97                                 | (2)                      | China                          | 0,851                              | 0,002                    |
| 98                                 | (5)                      | Suriname                       | 0,850                              | 0,002                    |
| 99                                 | (5)                      | Dominica                       | 0,848                              | Estável                  |
| 100                                | (1)                      | Gabão                          | 0,843                              | 0,005                    |
| 101                                | (3)                      | África do Sul                  | 0,843                              | 0,003                    |
| 102                                | Estável                  | Indonésia                      | 0,840                              | 0,006                    |
| 103                                | (2)                      | Ilhas Maurícias                | 0,839                              | 0,003                    |
| 104                                | (4)                      | República Dominicana           | 0,839                              | 0,002                    |
| 105                                | (1)                      | Emirados Árabes Unidos         | 0,838                              | 0,010                    |
| 106                                | (2)                      | Jamaica                        | 0,834                              | 0,004                    |
| 107                                | (4)                      | Sri Lanka                      | 0,834                              | Estável                  |
| 108                                | Estável                  | Arábia Saudita                 | 0,828                              | 0,013                    |
| 109                                | (4)                      | Turquia                        | 0,828                              | 0,004                    |
| 110                                | (3)                      | São Vicente e Granadinas       | 0,817                              | Estável                  |
| 111                                | Estável                  | São Tomé e Príncipe            | 0,813                              | 0,003                    |
| 112                                | (2)                      | Namíbia                        | 0,811                              | 0,003                    |
| 113                                | (4)                      | Vietname                       | 0,810                              | Estável                  |
| 114                                | (1)                      | Honduras                       | 0,806                              | 0,006                    |
| 115                                | (1)                      | El Salvador                    | 0,798                              | Estável                  |
| 116                                | (4)                      | Irão                           | 0,793                              | 0,011                    |
| 117                                | (1)                      | Omã                            | 0,790                              | 0,003                    |
| 118                                | (1)                      | Botswana                       | 0,788                              | 0,005                    |
| 119                                | (2)                      | Guiné Equatorial               | 0,787                              | Estável                  |
| 120                                | (5)                      | Myanmar                        | 0,787                              | Estável                  |
| 121                                | (5)                      | Cabo Verde                     | 0,786                              | 0,001                    |
| 122                                | Estável                  | Síria                          | 0,773                              | 0,006                    |
| 123                                | Estável                  | Tunísia                        | 0,772                              | 0,004                    |
| 124                                | Estável                  | Belize                         | 0,762                              | Estável                  |
| 125                                | (5)                      | Nicarágua                      | 0,760                              | 0,014                    |
| 126                                | (1)                      | Lesoto                         | 0,753                              | Estável                  |
| 127                                | (1)                      | Argélia                        | 0,748                              | 0,005                    |
| 128                                | (7)                      | República Democrática do Congo | 0,736                              | 0,033                    |
| 129                                | (1)                      | Essuatíni                      | 0,731                              | Estável                  |
| 130                                | (1)                      | Vanuatu                        | 0,729                              | 0,006                    |
| 131                                | (2)                      | Guatemala                      | 0,723                              | 0,014                    |
| 132                                | (2)                      | Camboja                        | 0,704                              | 0,004                    |
| 133                                | (2)                      | Uganda                         | 0,698                              | 0,006                    |
| 134                                | (7)                      | Egito                          | 0,697                              | 0,034                    |
| 135                                | (3)                      | Quênia                         | 0,690                              | Estável                  |
| 136                                | (2)                      | Malawi                         | 0,685                              | 0,006                    |
| 137                                | (4)                      | Laos                           | 0,683                              | 0,001                    |
| 138                                | Estável                  | Zâmbia                         | 0,682                              | 0,018                    |
| 139                                | (3)                      | Ilhas Salomão                  | 0,676                              | Estável                  |
| 140                                | (3)                      | Madagáscar                     | 0,676                              | 0,005                    |
| 141                                | (2)                      | Tanzânia                       | 0,673                              | 0,012                    |
| 142                                | (18)                     | Angola                         | 0,667                              | 0,132                    |
| 143                                | (2)                      | Nigéria                        | 0,657                              | 0,009                    |
| 144                                | (6)                      | Comores                        | 0,655                              | 0,004                    |
| 145                                | (3)                      | Índia                          | 0,643                              | 0,005                    |
| 146                                | (3)                      | Camarões                       | 0,627                              | 0,005                    |
| 147                                | (2)                      | Gana                           | 0,627                              | 0,017                    |
| 148                                | (2)                      | República Democrática do Congo | 0,608                              | 0,049                    |
| 149                                | (4)                      | Ruanda                         | 0,607                              | Estável                  |
| 150                                | (3)                      | Haiti                          | 0,588                              | 0,010                    |
| 151                                | (3)                      | Nepal                          | 0,579                              | 0,002                    |
| 152                                | (3)                      | Marrocos                       | 0,574                              | 0,012                    |
| 153                                | (9)                      | Iêmen                          | 0,579                              | 0,045                    |
| 154                                | (3)                      | Libéria                        | 0,562                              | 0,005                    |
| 155                                | (2)                      | Burundi                        | 0,559                              | 0,004                    |
| 156                                | (5)                      | Djibuti                        | 0,554                              | Estável                  |
| 157                                | Estável                  | Guiné-Bissau                   | 0,545                              | 0,011                    |
| 158                                | Estável                  | Mauritânia                     | 0,552                              | 0,003                    |
| 159                                | (1)                      | Sudão                          | 0,539                              | Estável                  |
| 160                                | (2)                      | Eritreia                       | 0,539                              | 0,025                    |
| 161                                | (5)                      | Togo                           | 0,534                              | 0,009                    |
| 162                                | (9)                      | Butão                          | 0,533                              | 0,020                    |
| 163                                | (2)                      | Bangladesh                     | 0,530                              | 0,006                    |
| 164                                | (2)                      | Papua-Nova Guiné               | 0,521                              | 0,002                    |
| 165                                | (1)                      | Paquistão                      | 0,492                              | Estável                  |
| 166                                | (1)                      | Moçambique                     | 0,478                              | 0,004                    |
| 167                                | (1)                      | Costa do Marfim                | 0,450                              | Estável                  |
| 168                                | (1)                      | Benim                          | 0,445                              | 0,005                    |
| 169                                | (1)                      | Gâmbia                         | 0,439                              | Estável                  |
| 170                                | (1)                      | República Centro-Africana      | 0,419                              | Estável                  |
| 171                                | (1)                      | Senegal                        | 0,417                              | Estável                  |
| 172                                | Estável                  | Etiópia                        | 0,403                              | 0,013                    |
| 173                                | (2)                      | Serra Leoa                     | 0,403                              | 0,006                    |
| 174                                | (1)                      | Guiné                          | 0,361                              | Estável                  |
| 175                                | —                        | Afeganistão                    | 0,354                              | —                        |
| 176                                | (1)                      | Chade                          | 0,334                              | Estável                  |
| 177                                | (3)                      | Mali                           | 0,331                              | 0,031                    |
| 178                                | (1)                      | Burquina Fasso                 | 0,301                              | 0,015                    |
| 179                                | (3)                      | Níger                          | 0,282                              | 0,004                    |

## Lista de países por continentes (Índice de 2008)

### África
| Posição | País                | Educação                           | Educação |
| Posição | País                | Dados de 2006 (publicados em 2008) |          |
| ------- | ------------------- | ---------------------------------- | -------- |
| 1       | Líbia               | 0,894                              |          |
| 2       | África do Sul       | 0,840                              |          |
| 3       | Gabão               | 0,838                              |          |
| 4       | Ilhas Maurícias     | 0,836                              |          |
| 5       | Namíbia             | 0,808                              |          |
| 6       | São Tomé e Príncipe | 0,805                              |          |
| 7       | Cabo Verde          | 0,787                              |          |
| 8       | Guiné Equatorial    | 0,787                              |          |
| 9       | Botswana            | 0,783                              |          |
| 10      | República do Congo  | 0,769                              |          |

| Posição | País                      | Educação                           | Educação |
| Posição | País                      | Dados de 2006 (publicados em 2008) |          |
| ------- | ------------------------- | ---------------------------------- | -------- |
| 1       | Gâmbia                    | 0,439                              |          |
| 2       | República Centro-Africana | 0,419                              |          |
| 3       | Senegal                   | 0,417                              |          |
| 4       | Serra Leoa                | 0,396                              |          |
| 5       | Etiópia                   | 0,390                              |          |
| 6       | Guiné                     | 0,361                              |          |
| 7       | Mali                      | 0,300                              |          |
| 8       | Chade                     | 0,293                              |          |
| 9       | Níger                     | 0,286                              |          |
| 10      | Burquina Fasso            | 0,274                              |          |

### Américas
| Posição | País                  | Educação                           | Educação |
| Posição | País                  | Dados de 2006 (publicados em 2008) |          |
| ------- | --------------------- | ---------------------------------- | -------- |
| 1       | Canadá                | 0,991                              |          |
| 2       | Cuba                  | 0,976                              |          |
| 3       | Estados Unidos        | 0,968                              |          |
| 4       | Uruguai               | 0,955                              |          |
| 5       | Argentina             | 0,868                              |          |
| 6       | Barbados              | 0,940                              |          |
| 7       | Guiana                | 0,939                              |          |
| 8       | Chile                 | 0,918                              |          |
| 9       | Brasil                | 0,905                              |          |
| 10      | São Cristóvão e Neves | 0,896                              |          |

| Posição | País                     | Educação                           | Educação |
| Posição | País                     | Dados de 2006 (publicados em 2008) |          |
| ------- | ------------------------ | ---------------------------------- | -------- |
| 1       | Suriname                 | 0,848                              |          |
| 2       | República Dominicana     | 0,834                              |          |
| 3       | Jamaica                  | 0,830                              |          |
| 4       | São Vicente e Granadinas | 0,817                              |          |
| 5       | Honduras                 | 0,800                              |          |
| 6       | El Salvador              | 0,798                              |          |
| 7       | Nicarágua                | 0,774                              |          |
| 8       | Belize                   | 0,762                              |          |
| 9       | Guatemala                | 0,709                              |          |
| 10      | Haiti                    | 0,578                              |          |

### Ásia e Oceania
| Posição | País           | Educação                           | Educação |
| Posição | País           | Dados de 2006 (publicados em 2008) |          |
| ------- | -------------- | ---------------------------------- | -------- |
| 1       | Austrália      | 0,993                              |          |
| 2       | Nova Zelândia  | 0,993                              |          |
| 3       | Coreia do Sul  | 0,988                              |          |
| 4       | Cazaquistão    | 0,966                              |          |
| 5       | Japão          | 0,949                              |          |
| 6       | Israel         | 0,947                              |          |
| 7       | Rússia         | 0,933                              |          |
| 8       | Quirguistão    | 0,919                              |          |
| 9       | Mongólia       | 0.913                              |          |
| 10      | Turquemenistão | 0.907                              |          |

| Posição | País             | Educação                           | Educação |
| Posição | País             | Dados de 2006 (publicados em 2008) |          |
| ------- | ---------------- | ---------------------------------- | -------- |
| 1       | Laos             | 0,682                              |          |
| 2       | Ilhas Salomão    | 0,676                              |          |
| 3       | Paquistão        | 0,665                              |          |
| 4       | Índia            | 0,638                              |          |
| 5       | Iêmen            | 0,619                              |          |
| 6       | Nepal            | 0,571                              |          |
| 7       | Butão            | 0,553                              |          |
| 8       | Timor-Leste      | 0,545                              |          |
| 9       | Bangladesh       | 0,524                              |          |
| 10      | Papua-Nova Guiné | 0,518                              |          |

### Europa
| Posição | País       | Educação                           | Educação |
| Posição | País       | Dados de 2006 (publicados em 2008) |          |
| ------- | ---------- | ---------------------------------- | -------- |
| 1       | Dinamarca  | 0,993                              |          |
| 2       | Finlândia  | 0,993                              |          |
| 3       | Noruega    | 0,989                              |          |
| 4       | Irlanda    | 0,985                              |          |
| 5       | Suécia     | 0,985                              |          |
| 6       | Grécia     | 0,980                              |          |
| 7       | Islândia   | 0,980                              |          |
| 8       | França     | 0,978                              |          |
| 9       | Luxemburgo | 0,975                              |          |
| 10      | Bélgica    | 0,974                              |          |

| Posição | País                 | Educação                           | Educação |
| Posição | País                 | Dados de 2006 (publicados em 2008) |          |
| ------- | -------------------- | ---------------------------------- | -------- |
| 1       | Geórgia              | 0,909                              |          |
| 2       | Armênia              | 0,903                              |          |
| 3       | Moldávia             | 0,900                              |          |
| 4       | Montenegro           | - 0,891 -                          |          |
| 5       | Sérvia               | - 0,891 -                          |          |
| 6       | Albânia              | 0,886                              |          |
| 7       | Azerbaijão           | 0,881                              |          |
| 8       | Malta                | 0,880                              |          |
| 9       | Macedônia do Norte   | 0,879                              |          |
| 10      | Bósnia e Herzegovina | 0,874                              |          |